# The Boy Next Door (filme)
The Boy Next Door (Brasil: O Garoto da Casa ao Lado / Portugal: Um Vizinho Insuspeito) é um filme lançado nos Estados Unidos em 2015, dirigido por Rob Cohen,estrelado por Jennifer Lopez e Ryan Guzman.

## Sinopse
Claire Peterson (Jennifer Lopez) se separa de seu marido Garrett (John Corbett), depois que ele foi pego traindo com sua secretária. Sua colega e melhor amiga, Vicky Lansing (Kristin Chenoweth), conclama Claire a se divorciar. Noah Sandborn (Ryan Guzman), de 19 anos, passa na porta ao lado para ajudar seu tio, que usa uma cadeira de rodas. Eles aprendem que houve um acidente de carro na família de Noah no ano passado, e agora ele é um órfão. Noah faz amizade com Kevin (Ian Nelson), filho adolescente de Claire, e começa a frequentar sua escola, onde Claire ensina literatura inglesa. Noah é atraído por Claire, expressando amor pela Ilíada de Homero. Com Kevin e Garrett fora em uma viagem de pesca, Noah pega Claire observando ele trocar de roupa pela janela dela.
Claire vai a um encontro duplo com Vicky e seu namorado Ethan (Travis Schuldt), e seu mal-educado amigo Benny (Bailey Chase). Com Kevin ainda longe, Noah chama Claire para ajudá-lo a cozinhar. Ela acaba jantando com ele, durante a qual ele descaradamente flerta com ela. Apesar da hesitação de Claire, ela deixa Noah seduzi-la e eles fazem sexo. Claire diz a Noah que ela lamenta a noite deles juntos, fazendo com que ele perfure uma parede de raiva. O ano letivo começa, com Noah se juntando a uma classe desconfortável de Claire depois de invadir seu computador, fazendo parecer como se ela tivesse pedido isso. Noah manipula Kevin para odiar seu pai, levando-o a atacar Garrett. Mais tarde, Kevin se excede na aula de ginástica e entra em choque; Noah salva sua vida injetando nele o EpiPen de Kevin. Claire recebe flores de Noah, e ela o confronta sobre isso. Noah testemunha Claire e Garrett juntos em casa depois de ir a um encontro, aumentando sua obsessão por ela e perdendo seu carisma.
Depois de um incidente onde Noah - em defesa de Kevin - bate a cabeça de um valentão (Adam Hicks) em um armário repetidamente, Vicky, que é vice-diretora da escola, descobre que Noah foi expulso de sua escola anterior por conduta desordeira. Depois que Noah a insulta, ela o expulsa. Durante o baile de outono, Claire vai investigar um vazamento no banheiro dos meninos, onde ela vê as palavras "Eu comi Claire Peterson" escritas na parede antes de Noah aparecer. Ele tenta se forçar contra ela, mas ela o evita e exige que ele fique longe dela e de Kevin. No dia seguinte, Noah deixa uma impressora na sala de aula de Claire, com fotos delas dormindo juntas espalhadas por toda parte. Mais tarde, quando os freios do carro de Garrett não funcionam, ele e Kevin estão quase envolvidos em um acidente. Noah chantageia Claire, dizendo a ela que ele tem um vídeo deles fazendo sexo, o qual ele irá renunciar a ela se ela continuar dormindo com ele. Ela se recusa, e Vicky atrai Noah para longe de sua casa para que ela possa entrar e apagar sua fita de sexo. Enquanto está lá, ela encontra fotos de si mesma por todas as paredes e em seu laptop; ela também encontra instruções sobre como mexer nos freios do carro de Garrett e no carro dos pais de Noah.
Noah liga e engasga Vicky com fita adesiva e usa uma gravação de sua voz para atrair Claire para sua casa. Quando Claire chega, ela descobre Vicky morta, sua garganta cortada por Noah. Claire, horrorizada, contata a polícia, mas depara com Noah novamente. Ela o acusa de ter matado seus pais, e ele diz que sua mãe se matou depois que seu pai a traiu, então ele causou o acidente que matou seu pai e sua amante. Noah leva Claire para uma casa de celeiro, onde ele amarrou Garrett e Kevin, ameaçando matá-los, a menos que Claire fique com ele. Uma briga violenta ocorre quando Claire tenta libertá-los. Noah derrama querosene ao redor do celeiro, fazendo com que ele se incendeie em chamas. Garrett se liberta e tenta engasgar Noé com uma corda, levando Noé a atirar no peito dele. Claire apunhala o olho de Noah com o EpiPen de Kevin. Noah remove o EpiPen do olho e cegamente tenta estrangular Claire até a morte. Quando ele segura Kevin na mira de uma arma, ela puxa uma alavanca que solta um motor em Noah, matando-o. Claire e Kevin, em seguida, ajudam Garrett a ferir a saída da casa do celeiro enquanto a polícia e os paramédicos chegam.

## Elenco
| Ator/Atriz        | Papel                |
| ----------------- | -------------------- |
| Jennifer Lopez    | Claire Peterson      |
| Ryan Guzman       | Noah Sandborn        |
| Ian Nelson        | Kevin Peterson       |
| John Corbett      | Garrett Peterson     |
| Kristin Chenoweth | Vicky Lansing        |
| Lexi Atkins       | Allie Cambridge      |
| Hill Harper       | Edward Warren        |
| Adam Hicks        | Jason Zimmer         |
| François Chau     | Detective Johny Chou |
| Bailey Chase      | Benny                |

## Recepção da crítica
O filme recebeu críticas negativas, no site Rotten Tomatoes o filme tem aprovação de apenas 10% dos críticos baseado em 115 críticas e de 35% do público. No site IMDB o filme tem uma nota de 4,6.